# Corydoras copei
Corydoras copei es una especie de pez de la familia Callichthyidae en el orden de los Siluriformes.

## Morfología
• Los machos pueden llegar alcanzar los 3,9 cm de longitud total.

## Distribución geográfica
Se encuentran en Sudamérica: Departamento de Loreto (Perú ).